# Миноносцы типа «Циклон»
Миноносцы типа «Циклон» — серия русских номерных миноносцев (10 ед.), построенных в рамках судостроительной программы 1882—1902 годов. Постройка частично финансировалась на кредиты судостроительной программы 1898 года «для нужд Дальнего Востока»

## История создания
1 мая 1898 года правление Невского завода предложило начальнику ГУКиС взять заказ на постройку «десяти или более миноносцев в 150 т» по типу только что построенного миноносца «Циклон» конструкции А. Нормана. Отказавшись от заказа «образцового корабля», 28 ноября 1898 года Морское министерство подписало с фирмой Нормана контракт на поставку восьми полных комплектов чертежей, пояснительных записок и спецификаций миноносца «Циклон».
31 августа 1899 года проект был рассмотрен Минным отделом МТК, который распорядился усилить набор корпуса, для лучшей остойчивости увеличить ширину на 0,16 м, вместо двух минных аппаратов установить один двухтрубный, а также перепланировать кормовые жилые помещения, предусмотрев отдельную каюту для командира и разделив помещения кондукторов и унтер-офицеров.
На основе миноносца «Циклон» в 1907 году планировалось начать массовую постройку миноносцев прибрежной обороны, но работы над ними прекратили на стадии эскизных проработок.

## Список миноносцев серии
| Название | Завод               | Спущен на воду | Вступил в строй | Судьба                                                                               |
| -------- | ------------------- | -------------- | --------------- | ------------------------------------------------------------------------------------ |
| № 214    | Невский завод       | 1902           | 18.11.1903      | В 1922 году продан Финляндии как металлолом                                          |
| № 215    | Невский завод       | 1902           | 18.11.1903      | В 1919 году затонул от сжатия льдами (обследован ЦПИ РГО, ссылка прилагается)        |
| № 216    | Невский завод       | 1902           | 18.11.1903      | В 1919 году затонул от сжатия льдами (обследован ЦПИ РГО, ссылка прилагается)        |
| № 217    | Невский завод       | 1902           | 18.11.1903      | В 1919 году затонул от сжатия льдами (обследован ЦПИ РГО, ссылка прилагается)        |
| № 218    | Невский завод       | 1902           | 18.11.1903      | В 1922 году продан Финляндии как металлолом                                          |
| № 219    | Крейтон и Ко (Охта) | 14.06.1903     | 18.11.1903      | В 1922 году продан Финляндии как металлолом                                          |
| № 220    | Крейтон и Ко (Охта) | 19.06.1903     | 18.11.1903      | В 1922 году продан Финляндии как металлолом                                          |
| № 221    | Крейтон и Ко (Або)  | 17.09.1901     | 12.02.1903      | 25.03.1904 Затонул во время шторма в Красном море.                                   |
| № 222    | Крейтон и Ко (Або)  | 15.10.1901     | 12.02.1903      | В 1922 году продан Финляндии как металлолом                                          |
| № 223    | Крейтон и Ко (Або)  | 17.09.1901     | 12.02.1903      | 10.11.1911 разоружен и сдан Кронштадтскому военному порту на долговременное хранение |